# Kecamatan Klabang (distrikt i Indonesien, lat -7,87, long 113,99)
Kecamatan Klabang är ett distrikt i Indonesien.   Det ligger i provinsen Jawa Timur, i den västra delen av landet, 800 km öster om huvudstaden Jakarta.